# Opel Zafira
El Opel Zafira es un monovolumen del segmento C diseñado por el fabricante alemán Opel producido desde el año 1999 y cancelado en 2019. También es vendido bajo las marcas Vauxhall Motors para Reino Unido, Holden para Australia, Chevrolet para Latinoamérica y Subaru en Japón (bajo la denominación "Traviq"). La última generación fue lanzada al mercado en el año 2011.
Es un cinco puertas con motor delantero transversal y tracción delantera. El Zafira es el primer monovolumen moderno de su segmento en incorporar siete plazas. Su sistema de configuración de asientos, denominado comercialmente Flex 7, permite plegar los asientos de la tercera fila debajo del maletero.
Con el sistema Flex 7, es posible que el conductor lleve 5 o 7 asientos en todo momento, evitando la decisión antes del viaje si se necesita más espacio para la carga o pasajeros. Estos se escamotean bajo el maletero mediante un sistema manual de un funcionamiento simple, solo basta con tomar los asientos y dejarlos en su posición de 7 plazas.

## Zafira A (1999-2005)

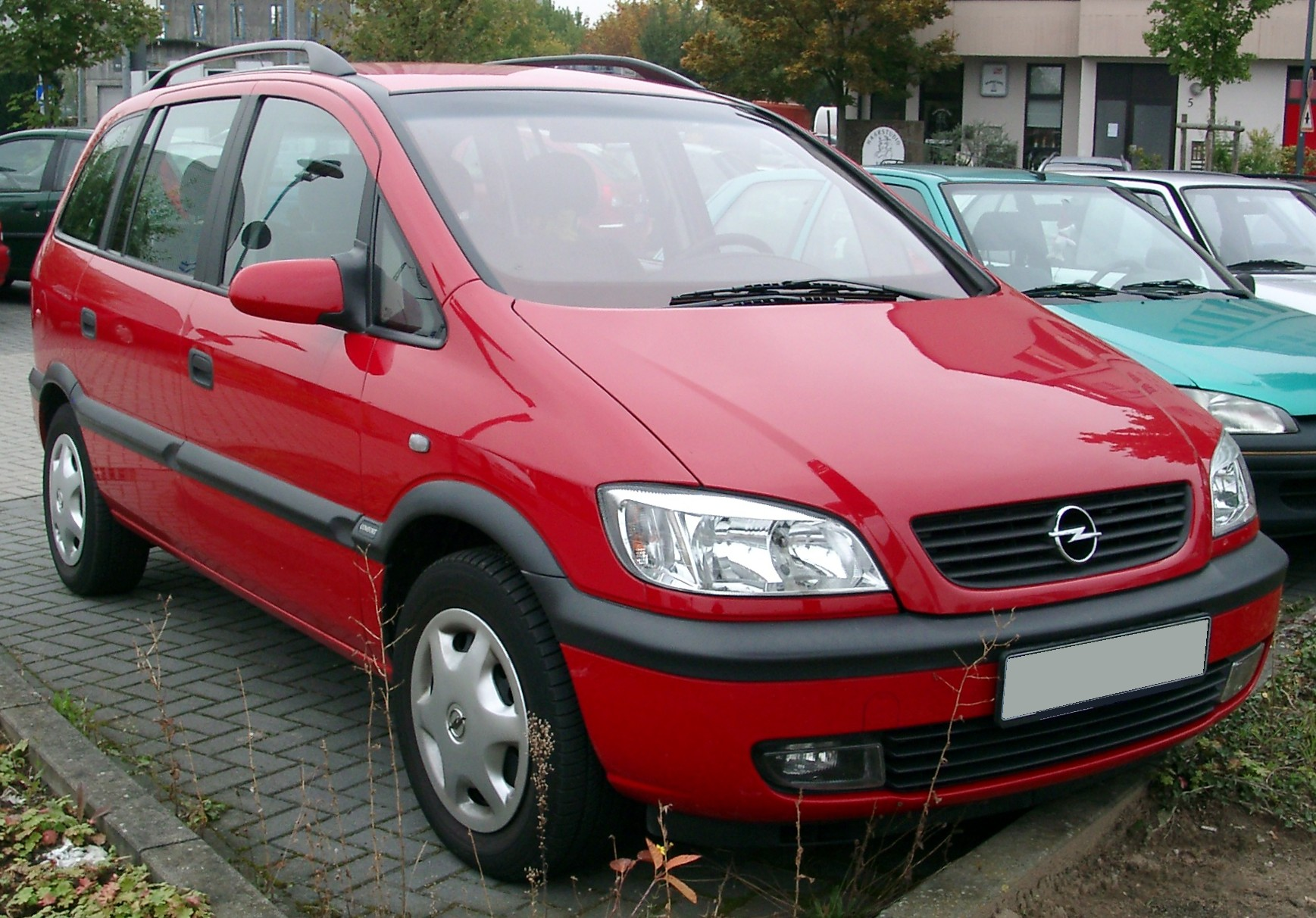

La primera generación del Zafira (Zafira A) está basada en la plataforma del Opel Astra G y fue desarrollado completamente por Porsche Engineering en 1998. Se ofrecía una amplia gama de motores de cuatro cilindros en línea. Ofrece un 4X3 de gasolina 1.6 litros de 100 CV, un 1.8 litros de 115 o 125 CV, un 2.0 litros, un 2.2 litros de 147 CV, y un 2.0 litros con turbocompresor de 190 o 200 CV. Las variantes Diésel son un 2.0 litros de 82 o 100 CV, y un 2.2 litros de 125 CV.
El 1.6 litros se ofreció con kit para gas natural comprimido. los galones de depósito se ocultan bajo la segunda fila de asientos, permitiendo que el espacio interior se mantenga sin alteraciones respecto del modelo convencional.
A finales de la primera generación se lanzó al mercado un modelo deportivo, el cual al principio se le tildó de innecesario, debido a que no era seguro que los clientes de vehículos familiares optaran por una versión deportiva. A pesar de eso se lanza el Opel Zafira OPC, con un motor 2.0 Turbo OPC de 200 CV alcanzando los 100 km/h desde 0 en solo 8 segundos. Rápidamente el Zafira OPC logró muy buena acogida y adeptos (sobre todo en el mercado alemán).
En Brasil, los modelos vendidos en el mercado local pasaron a venderse con tecnología bicombustible gasolina/etanol a lo largo de 2003 y 2004. El modelo se dejó de producir allí en 2012.

## Zafira B (2005-2011)

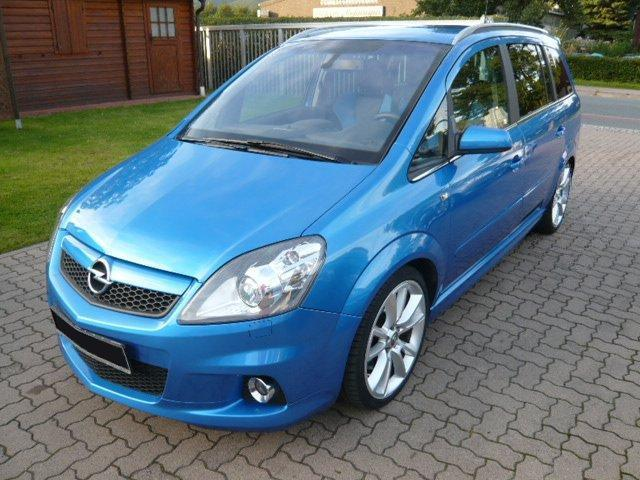

El Zafira de segunda generación (Zafira B) estaba construido al igual que la anterior generación sobre la base del Astra, esta vez sobre la base del Opel Astra H lanzado en 2004.
Al estar basado en el Compacto Astra, el Zafira consiguió la máxima puntuación en las pruebas de choque, con 5 estrellas, y se catalogaba como uno de los monovolúmenes más seguros del mercado, gracias a que se ha puso especial atención a la seguridad en su desarrollo: llevaba de serie 6 airbags, ESP-Plus, control de tracción, anclajes Isofix, 7 cinturones de 3 puntas e, incluso, apoyacabezas activos opcionales.
Debido al éxito cosechado con el Opel Zafira OPC de primera generación, se volvió a lanzar la versión radical del Zafira, también denominado OPC. Tenía la evolución del motor 2.0 Turbo OPC que ahora alcanza los 240CV y pasa de 0 a 100km en solo 7 segundos, todo esto sumado a mejoras de chasis, suspensiones, dirección y estética, convirtiéndolo en uno de los monovolúmenes más rápidos del mundo.
Los motores de gasolina eran un 1.6 litros de 105 o 115 CV, un 1.8 litros de 140 CV, un 2.2 litros de 150 CV, y un 2.0 litros de 200 o 240 CV. También se ofrecía un 1.6 litros para gas natural comprimido, que desarrolla 94 CV de potencia máxima, además está mecánica 1.6 recibió un turbo, lo cual otorgaría una potencia máxima de 150 CV con gas natural comprimido, además de un 1.8 litros de 140 CV que funcionaba a gas licuado del petróleo.
Actualmente, el motor diésel es un 1.7 litros de 110 o 125 CV (origen ISUZU). Anteriormente se montaba un 1.9 litros de 100, 120 o 150 CV procedentes de la italiana Fiat. Todos ellos tienen turbocompresor e inyección directa con alimentación por common-rail.

## Zafira C (2011-2019)

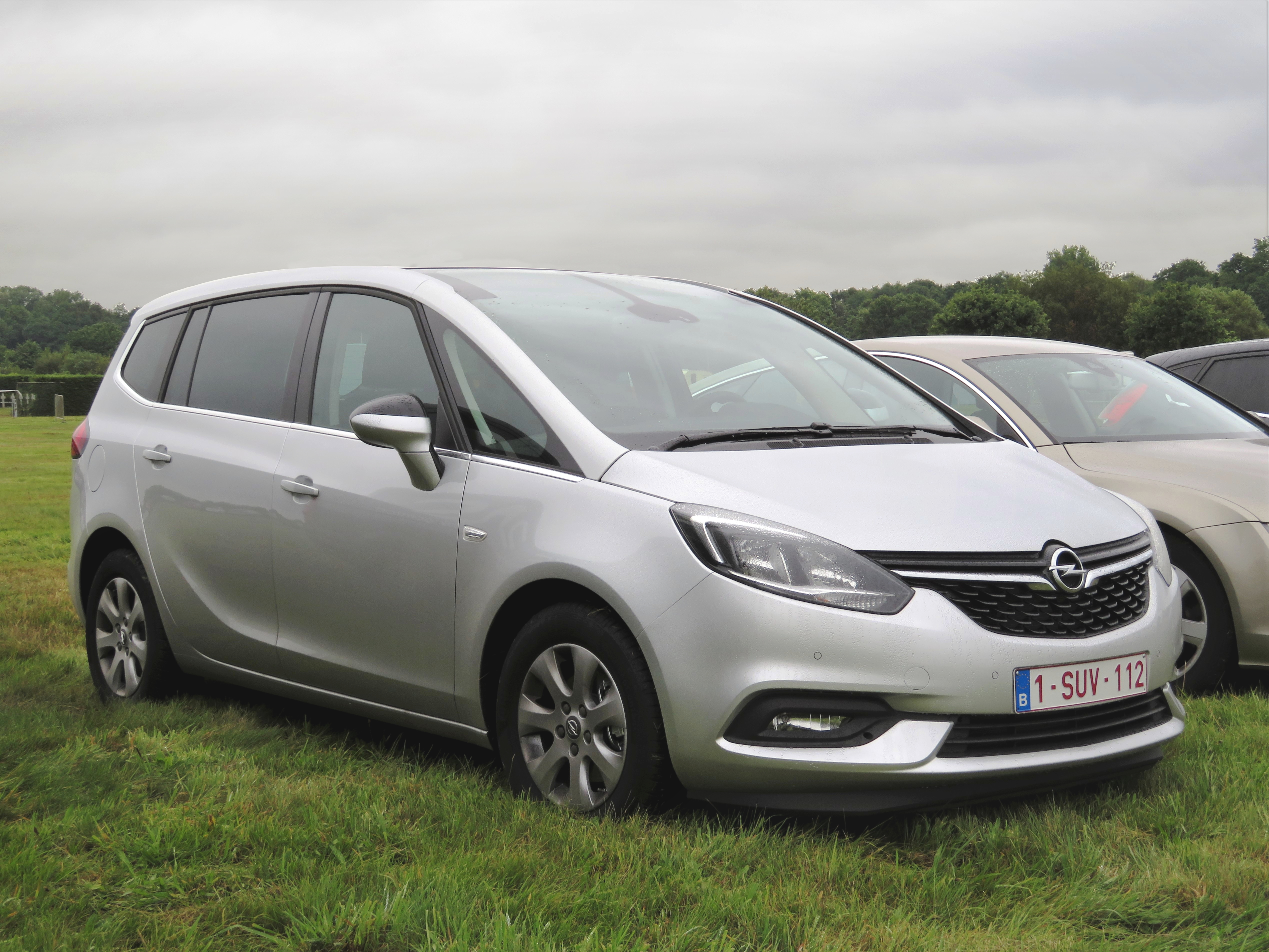

El Zafira de tercera generación (Zafira C) está construido en una plataforma que toma elementos del Opel Astra y del Opel Insignia, ambos de actual generación. Por citar datos, comparte el eje trasero del primero y el delantero del segundo.
El Zafira presenta una estructura totalmente nueva, por lo tanto se considera una nueva generación. Reinterpreta elementos visuales vistos en los últimos modelos, como el Opel Astra y Opel Ampera. Se ha puesto especial atención en los detalles y la calidad. El Zafira estrena elementos novedosos e inéditos en la gama Opel, como también la actualización de otros sistemas ya vistos; El Opel Eye, la cámara que detecta señales, se actualiza para leer más señales y también para medir la distancia con el vehículo precedente en segundos.
Si la unidad detecta la probabilidad de colisión, puede aplicar los frenos si la alerta previa no es acusada por el conductor. Añade el sistema de velocidad crucero Activo, como la detección de vehículos en Ángulo Muerto, también la cámara de retroceso, actualiza la gama de Faros AFL con hasta 9 posiciones de luz distintos, además de la inclusión de Faros LED tanto para luces diurnas como para los pilotos posteriores. Puede tener mucho equipamiento, la mayoría como opción, como un gran parabrisas panorámico, como el del Opel Astra GTC, con techo solar y también el sistema FlexRide que modifica el comportamiento del chasis electromecánico, la dirección, el control de estabilidad, las suspensiones, el tacto del acelerador y las relaciones del cambio automático. Innova con sistemas ya vistos en el Opel Meriva como el FlexConsole, que mediante dos rieles de aluminio dispone de varios espacios para vaciarse los bolsillos en el vehículo. Por último se pone al día el sistema FlexFix que permite ahora llevar hasta 4 bicicletas con la posibilidad de abatir el sistema para facilitar la carga del maletero. Como las versiones anteriores, este sistema se esconde en el hueco para la matrícula y se extrae con facilidad tirando de una palanca.
El Zafira Tourer de serie cuenta con dos anclajes Isofix en las plazas de la segunda fila, 6 Airbags con 2 más como opción, Control de Estabilidad ESP, Control de Tracción TC, ayuda a la frenada de Emergencia EDB, Reposa cabezas activos y Cinturones de 3 puntos en 4 plazas (puede tener 5 o 7) y otros elementos ya presentes en otros modelos de la marca.
Los motores de gasolina son de manufactura reciente. Se inicia las motorizaciones con un 1.8 litros atmosférico de 115 CV como acceso a la gama, le sigue el 1.6 litros de 110 CV, que puede funcionar con Gas Natural Comprimido GNC y finalmente un 1.4 litros Turbo de 120 CV, y 140 CV. Este último puede ser asociado a la transmisión automática de 6 velocidades. Por el momento solo puede tener tracción delantera.
Mientras tanto, los motores diésel son un 2.0 litros en tres variantes de 110 CV 130 CV y de 160 CV. Todos ellos tienen turbocompresor e inyección directa con alimentación por common-rail. La variante de 130 CV se acoge al modelo ECOflex con un consumo de solo 4,5L/100km en ciclo combinado. Por el momento solo la variante de 160 CV se puede acoger al cambio automático de 6 velocidades. Todos los motores a excepción del 1.8 tienen de serie un sistema de Star&Stop que detiene el motor en paradas prolongadas, como semáforos. Más adelante se esperan más motorizaciones de Gasolina y Diesel, como también la variante deportiva OPC.

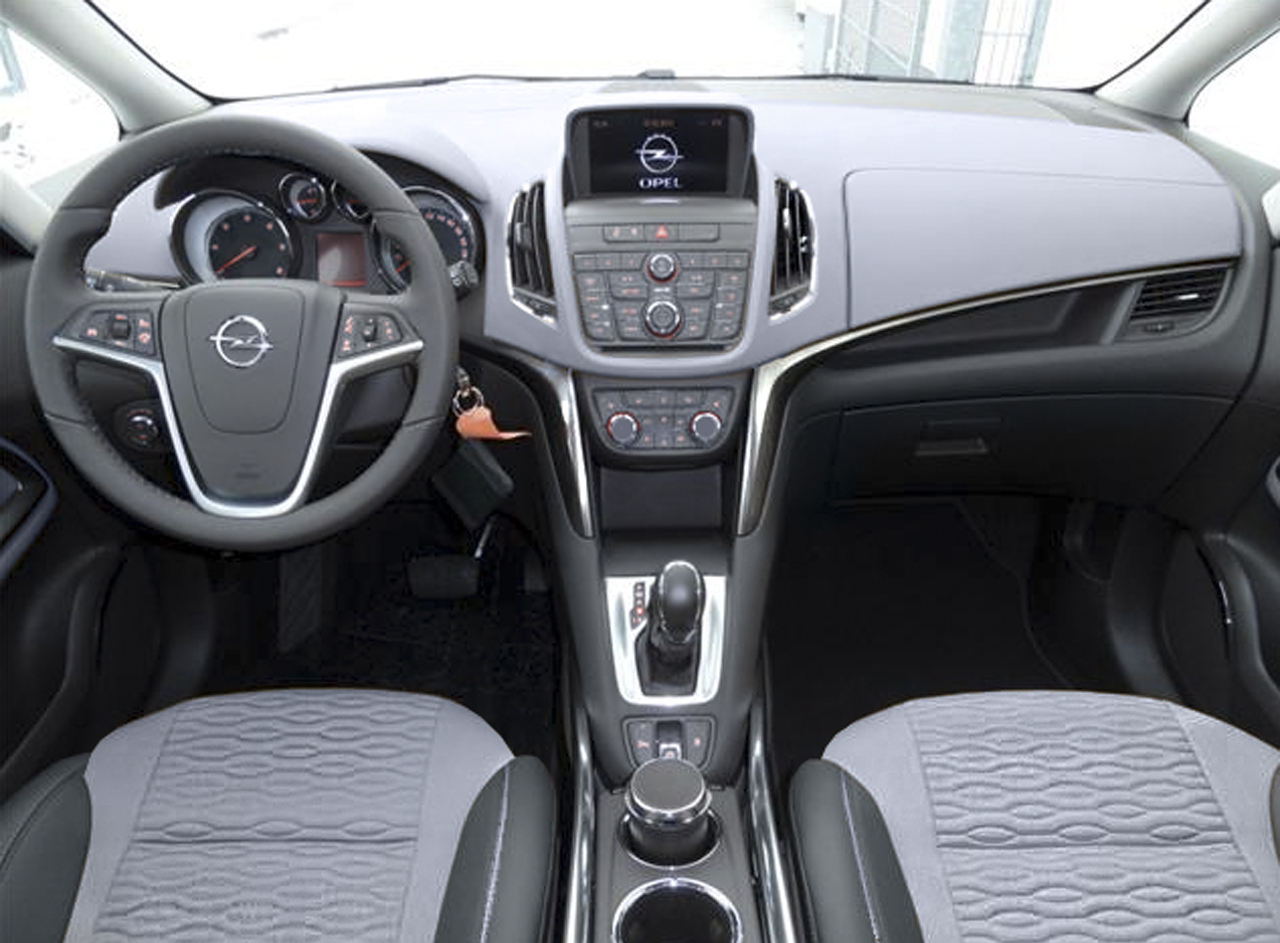
Panel de instrumentos de un Zafira C